# 오마쓰자와촌
오마쓰자와촌(大松沢村)은 1954년까지 미야기현 구로카와군에 있던 촌이다. 현재의 오사토정 북부에 해당한다.

## 역사
- 1889년 4월 1일 - 정촌제 시행과 함께 구 오마쓰자와촌 단독으로 촌제를 시행하였다.
- 1954년 7월 1일 -오야촌, 가스카와촌과 합병해, 오사토촌이 되었다.

## 참고문헌
- 『宮城県町村合併誌』（宮城県地方課、1958）